# Corey Ashe
Corey Ashe (Virginia Beach, Virginia, Estados Unidos; 14 de marzo de 1986) es un futbolista estadounidense.Juega de defensa y su equipo actual es el Columbus Crew de la Major League Soccer de Estados Unidos.

## Trayectoria

### Fútbol Universitario

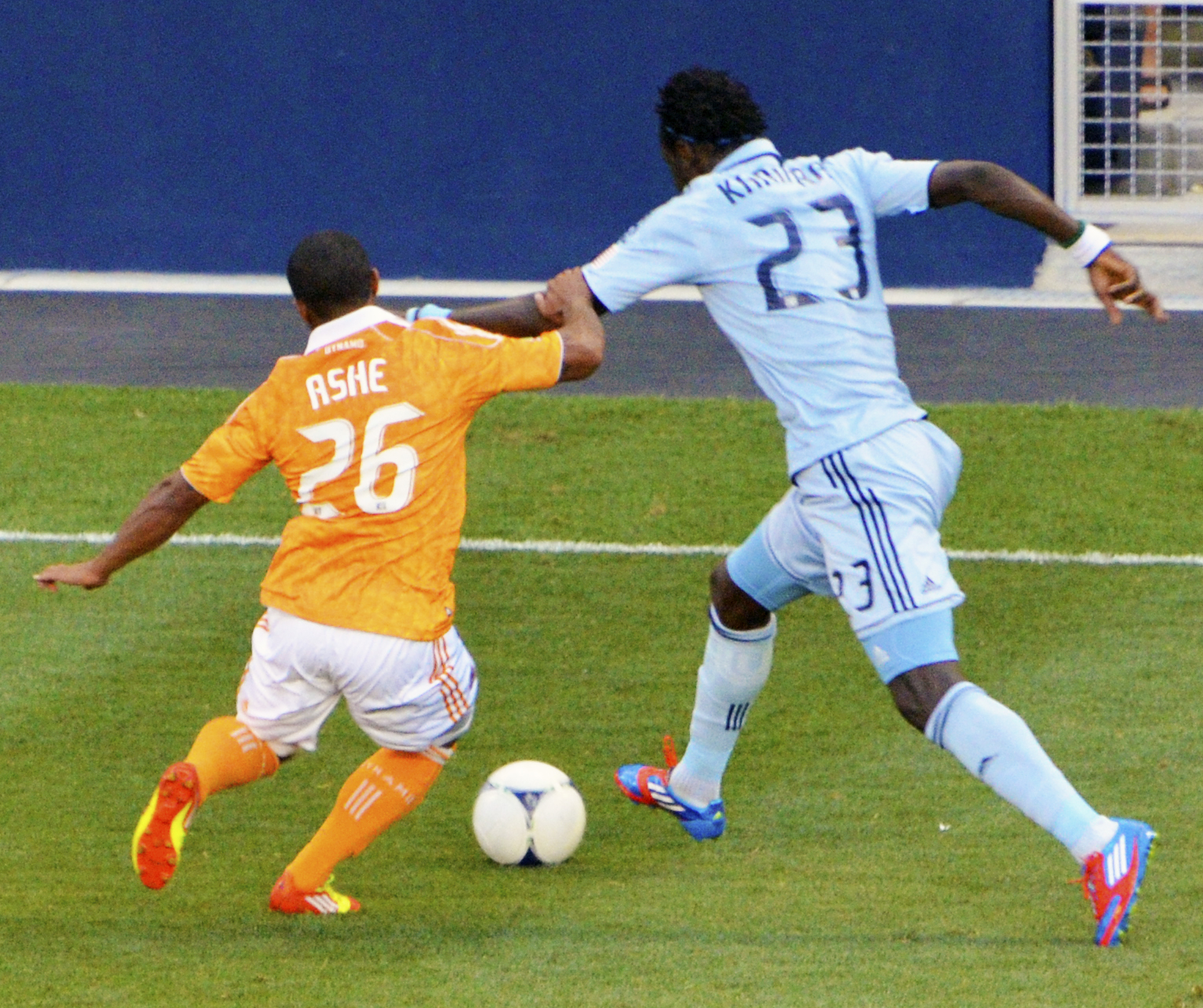
Corey enfrentando a Kei Kamara del Sporting KC.

Ashe asistió a la Universidad de Carolina del Norte entre 2003 y 2007, en donde jugó para los Tar Heels. En sus años universitarios anotó 22 goles y fue titular en sus últimos tres años. También jugó para los Virginia Beach Submarines de la USL Premier Development League.

### Houston Dynamo
Ashe fue seleccionado por el Houston Dynamo en la segunda ronda (26 en la general) del SuperDraft de la MLS 2007 e hizo su debut ese mismo año.

## Clubes
| Club           | País           | Año         |
| -------------- | -------------- | ----------- |
| Houston Dynamo | Estados Unidos | 2007 - 2015 |
| Orlando City   | Estados Unidos | 2015        |
| Columbus Crew  | Estados Unidos | 2015 -      |

## Selección nacional
Ashe fue llamado por primera vez a la selección mayor de los Estados Unidos para una serie de partidos entre mayo y junio de 2013 que incluían dos amistosos y tres partidos de eliminatorias a la Copa Mundial de 2014, pero tuvo que retirarse de la convocatoria debido a una lesión.
El 27 de junio de 2013, luego de recuperarse de una lesión que lo dejó fuera de tres partidos clasificatorios a Brasil en 2013, fue incluido en la lista final de 23 jugadores que representaron a Estados Unidos en la Copa de Oro de la Concacaf de ese año. No obstante, Ashe fue uno de los cuatro jugadores que fueron reemplazados para la segunda parte del torneo. Fue liberado  dos días después del último partido por la fase de grupos frente a Costa Rica sin haber realizado su debut internacional.

## Palmarés

### Campeonatos nacionales
| Título         | Club           | País           | Año  |
| -------------- | -------------- | -------------- | ---- |
| Copa de la MLS | Houston Dynamo | Estados Unidos | 2007 |